# Callum McCowatt
Callum McCowatt (30 de abril de 1999) es un futbolista neozelandés que juega como delantero en el Silkeborg IF.

## Carrera
Egresado de la Ole Football Academy de Porirua, fue parte también del Western Suburbs y del equipo del Team Wellington que compitió en la Liga Juvenil de Nueva Zelanda en 2016. En 2017 firmó con el Auckland City, club con el que rápidamente realizaría su debut oficial en la liga neozelandesa 2017-18. En dicha temporada anotó el gol con el que los Navy Blues vencieron 1-0 en la final al Team Welly.

### Clubes
| Club                        | País          | Año           | Partidos | Goles |
| --------------------------- | ------------- | ------------- | -------- | ----- |
| Auckland City F. C.         | Nueva Zelanda | 2017-2018     | 27       | 11    |
| Eastern Suburbs             | Nueva Zelanda | 2018-2019     | 16       | 21    |
| Wellington Phoenix Reserves | Nueva Zelanda | 2019-2020     | 1        | 0     |
| Wellington Phoenix F. C.    | Nueva Zelanda | 2019-2020     | 27       | 2     |
| F. C. Helsingør             | Dinamarca     | 2020-2023     | 86       | 19    |
| Silkeborg IF                | Dinamarca     | 2023-presente | 69       | 16    |
| Total carrera               | Total carrera | Total carrera | 226      | 69    |

### Selección nacional
Con la selección neozelandesa sub-17 disputó cuatro encuentros en la Copa Mundial de 2015, mientras que con la  categoría sub-20 jugó dos partidos de la Copa Mundial de 2017.
Debutó con la absoluta el 14 de noviembre de 2019 en un amistoso ante la República de Irlanda anotando el gol neozelandés en la derrota por 3 a 1.

## Palmarés

### Títulos nacionales
| Título            | Club            | País          | Año     |
| ----------------- | --------------- | ------------- | ------- |
| Premiership       | Auckland City   | Nueva Zelanda | 2017-18 |
| Premiership       | Eastern Suburbs | Nueva Zelanda | 2018-19 |
| Copa de Dinamarca | Silkeborg IF    | Dinamarca     | 2023-24 |